# Erythmelus painei
Erythmelus painei är en stekelart som först beskrevs av Girault 1912.  Erythmelus painei ingår i släktet Erythmelus och familjen dvärgsteklar. Inga underarter finns listade i Catalogue of Life.